# براوا لینهاس آئریاس
براوا لینهاس آئریاس (به انگلیسی: Brava Linhas Aéreas) یک شرکت هواپیمایی با کد یاتا N7 است که در تاریخ ۲۰۰۶ میلادی تأسیس شده است. دفتر مرکزی براوا لینهاس آئریاس در پورتو الگره، برزیل واقع شده‌است و قطب این شرکت هواپیمایی در فرودگاه بین‌المللی سلگدو فیلهو قرار دارد و به ۹ مقصد، پرواز مستقیم انجام می‌دهد.